# Université du Svalbard
L'université du Svalbard (en norvégien : Universitetssenteret på Svalbard ou UNIS, acronyme venant de l'anglais : University Centre in Svalbard), est une université norvégienne implantée en 1993 à Longyearbyen, principale ville de l'archipel du Svalbard.

## Description
À l'origine, elle était destinée à ne délivrer qu'un enseignement en géologie et en géophysique arctique, mais en 1994, la biologie arctique fut ajoutée au programme des formations, ainsi que les technologies arctiques en 1996.
L'UNIS dispense des enseignements de haut niveau, doctorats ou maîtrises et uniquement en anglais. En 2016, l'université comptait environ 759 étudiants, qui restent pour une période généralement comprise entre 6 mois et 2 ans. Elle est ouverte aux étudiants ressortissants de pays signataires du traité du Svalbard.
Les sessions d'enseignement durent 6 mois, et débutent, soit au printemps, en mars/avril, soit à l'automne, en août. Le réchauffement climatique et le nouvel intérêt pour le Grand Nord font que l'université connait un succès croissant à l'étranger, accueillant ainsi des étudiants d'une vingtaine de pays dont de nombreux étudiants allemands, quelques français et de plus en plus d'étudiants d'Asie. Bien que privée, l'université dispense un enseignement gratuit, et propose des services aux étudiants assez intéressants et peu onéreux comme l'hébergement à bas prix dans l'auberge de jeunesse locale, ainsi que diverses réductions et d'autres avantages.
Depuis 2007 l'UNIS a, comme envisagé, plus que doublé le nombre d'étudiants et la superficie de ses locaux. Son budget, de 13,5 millions d'euros, est financé par le gouvernement norvégien et par des contrats de recherche avec des institutions publiques et également des sociétés privées dont les compagnies pétrolières française Total, américaine ConocoPhillips ou norvégienne Equinor. L'UNIS dépend directement des universités de Tromsø, Bergen, Oslo et Trondheim.
Elle est la plus septentrionale des universités au monde, à 78° de latitude nord (14° plus au nord que l'université d'Alaska à Anchorage) et est plongée 4 mois de l'année dans la nuit polaire (la rudesse de la vie entraîne le départ avant terme de quelques étudiants chaque année).

## Relations internationales
L'université est membre de l’Université de l'Arctique. UArctic est un réseau international d’universités, d’instituts de recherche et d’organisations ayant pour but de promouvoir, coordonner et soutenir la recherche ainsi que l’éducation en régions arctiques.

## Galerie

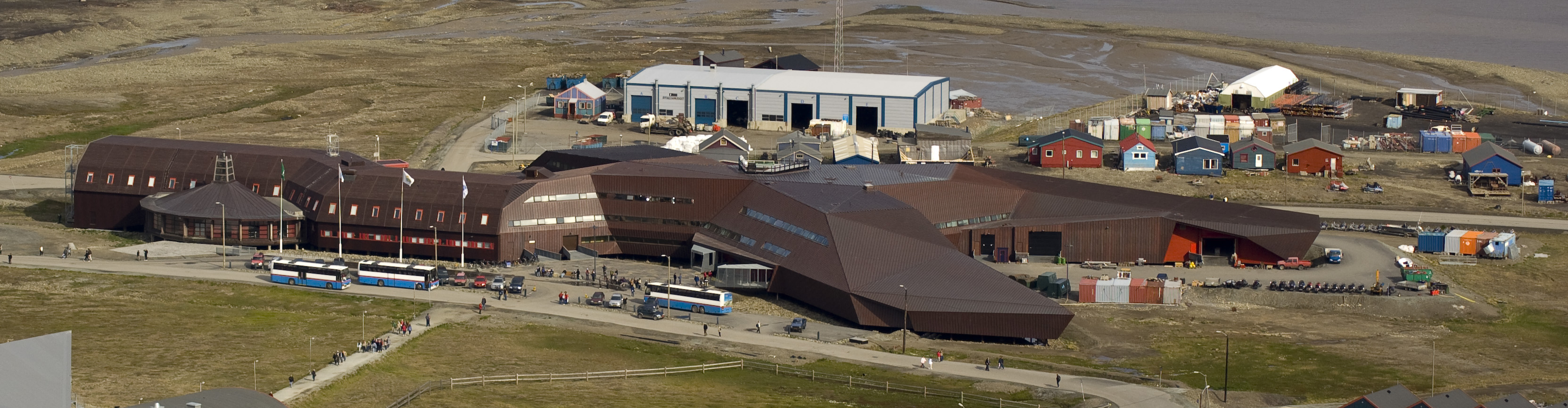
Vue aérienne des bâtiments.
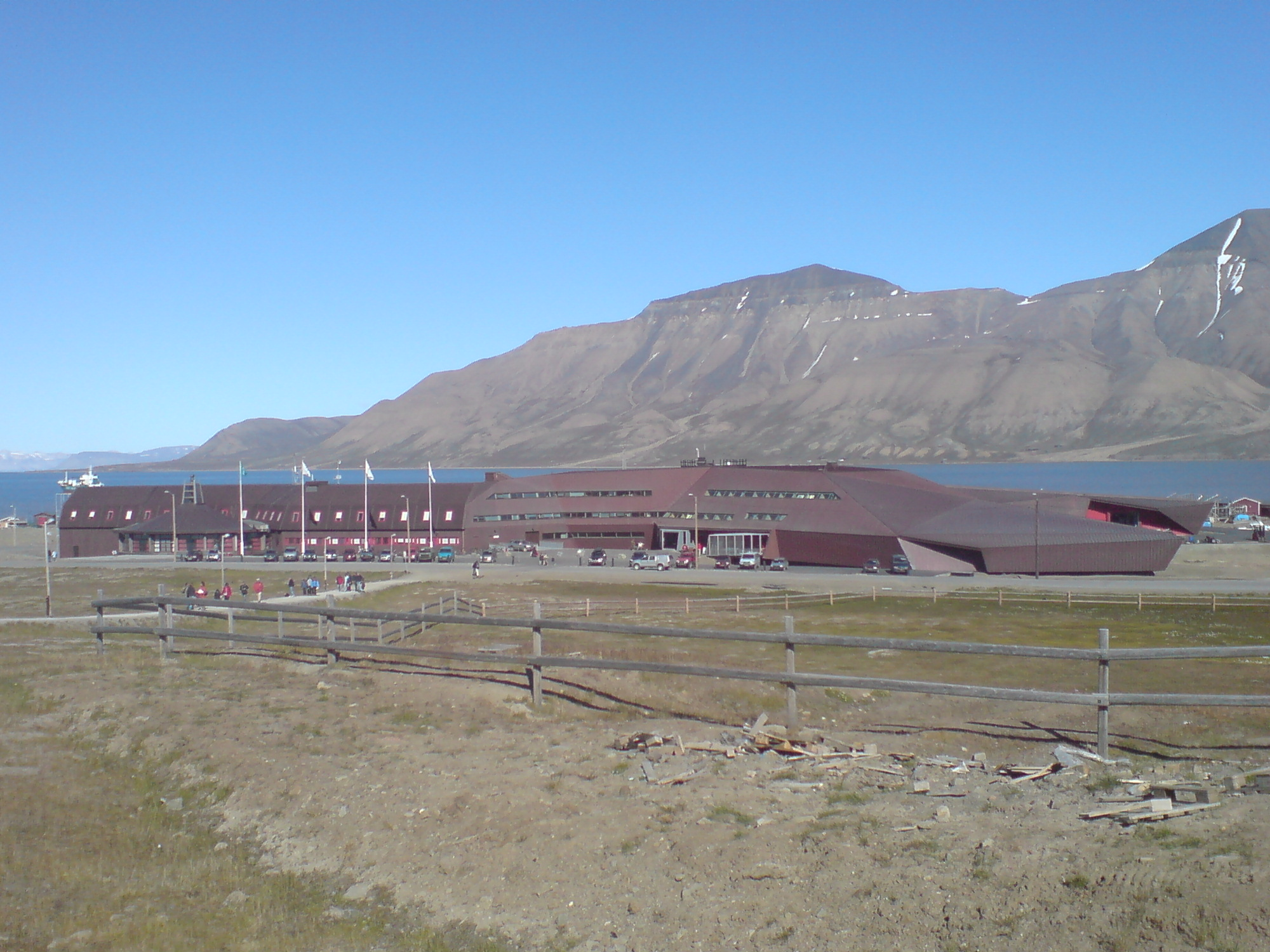
Autre angle de vue des bâtiments.